# Hypochaeris glabra
Hypochaeris glabra é uma planta da família Asteraceae. Os seus nomes comuns podem ser hipoquere-pelada, leituga e leituga-pelada.
É uma espécie nativa da Eurásia e norte de África.

## Descrição
Planta normalmente anual, com roseta basal de folhas brilhantes quase glabras. Os talos são espaçadamente ramosos, erectos, de 10–40 cm, com poucas escamas em forma de brácteas. As folhas, em rosetas, glabras ou ciliadas, têm 2 a 10 cm de comprimento, sem recortes ou com pequenos lóbulos, ovadas ou deltóides, de cor verde, por vezes com ligeira coloração púrpura perto das nervuras. Os capítulos possuem entre 0,5 e 1,5 cm de diâmetro, com flores liguladas amarelas, que não são mais largas que o invólucro (com menos de 1 cm), que têm brácteas pontiagudas lanceoladas em várias fileiras. As brácteas interiores possuem comprimento quase igual ao das flores.Floresce desde a Primavera até ao Outono (Abril a Setembro). Os cotilédones podem ter a forma elíptica a ovada, com a ponta clavada, sem pêlos. O fruto é um aquénio (cipsela) com um papus de cor branca com cerca de 1 cm de comprimento.
Esta espécie pode ser confundível com Hypochoeris radicata L.
Hypochaeris glabra foi descrita por Carolus Linnaeus e publicada em Species Plantarum 2: 811. 1753.
Em Portugal, ocorre em praticamente todo o país.

## Usos
As folhas jovens podem servir de alimento, cruas ou cozinhadas. Possuem um gosto ligeiramente amargo e são usadas como alimento de emergência.
A raiz serve como laxativo, diurético e tónico.  As folhas são adstringentes. A planta, como um todo é vulnerária.
Pode ser usada contra doenças dos pulmões.

## Habitat
Ocorre em campos com plantas herbáceas, em dunas, em terrenos pedregosos, arenosos, em azinhais, matagais e em terrenos incultos.

## Citologia
O número de cromossomas de Hypochaeris glabra (Fam. Compositae) e táxones infraespecíficos é 2n=10

## Sinonímia
Segundo a base de dados Global Compositae Checklist, a espécie tem 35 sinónimos. A base de dados The Plant List indica 16 sinónimos.

## Portugal
Trata-se de uma espécie presente no território português, nomeadamente em Portugal Continental, no Arquipélago dos Açores e no Arquipélago da Madeira.
Em termos de naturalidade é nativa de Portugal Continental e Arquipélago da Madeira e introduzida no arquipélago dos Açores.

## Protecção
Não se encontra protegida por legislação portuguesa ou da Comunidade Europeia.

## Galeria

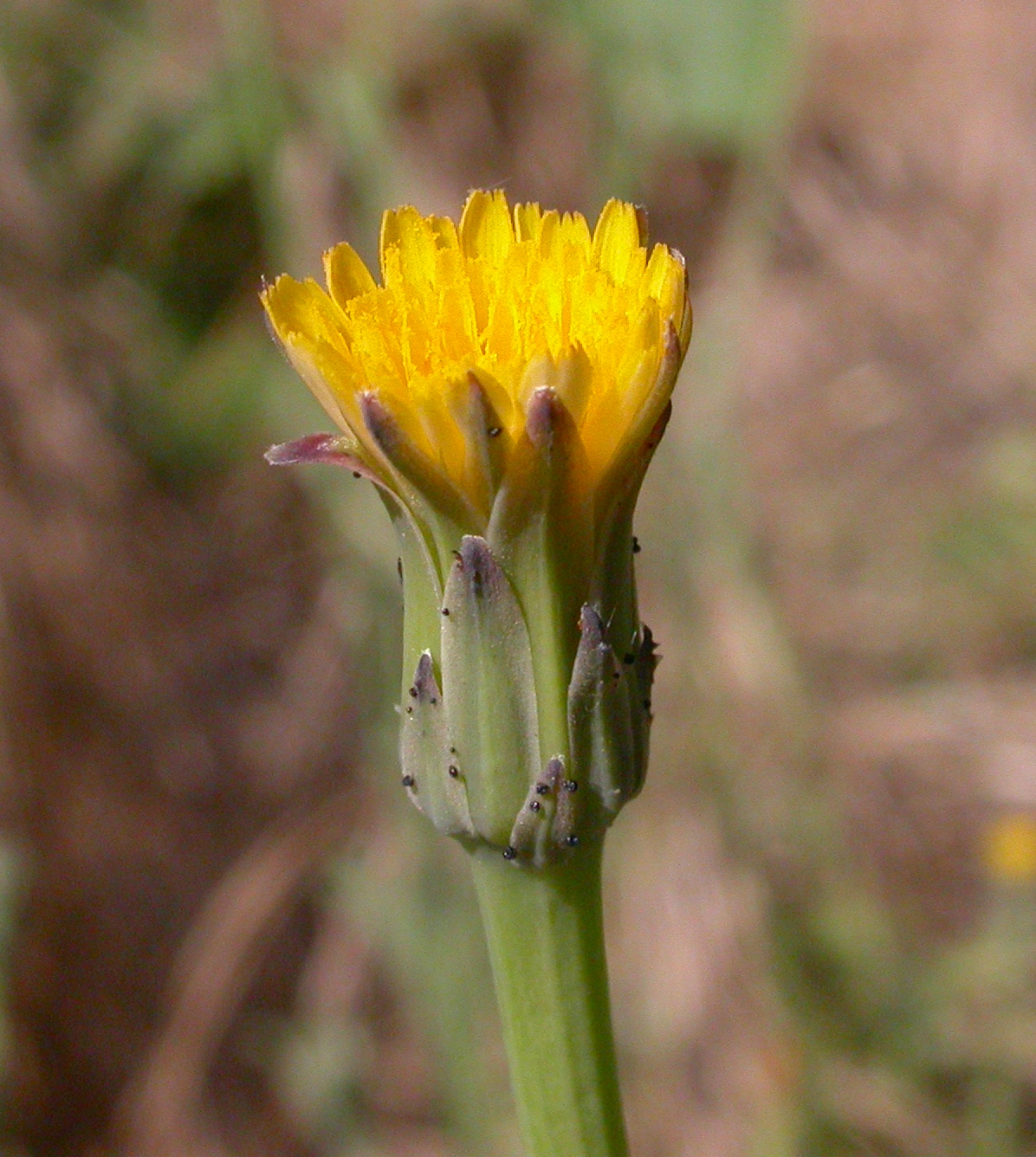
Flor
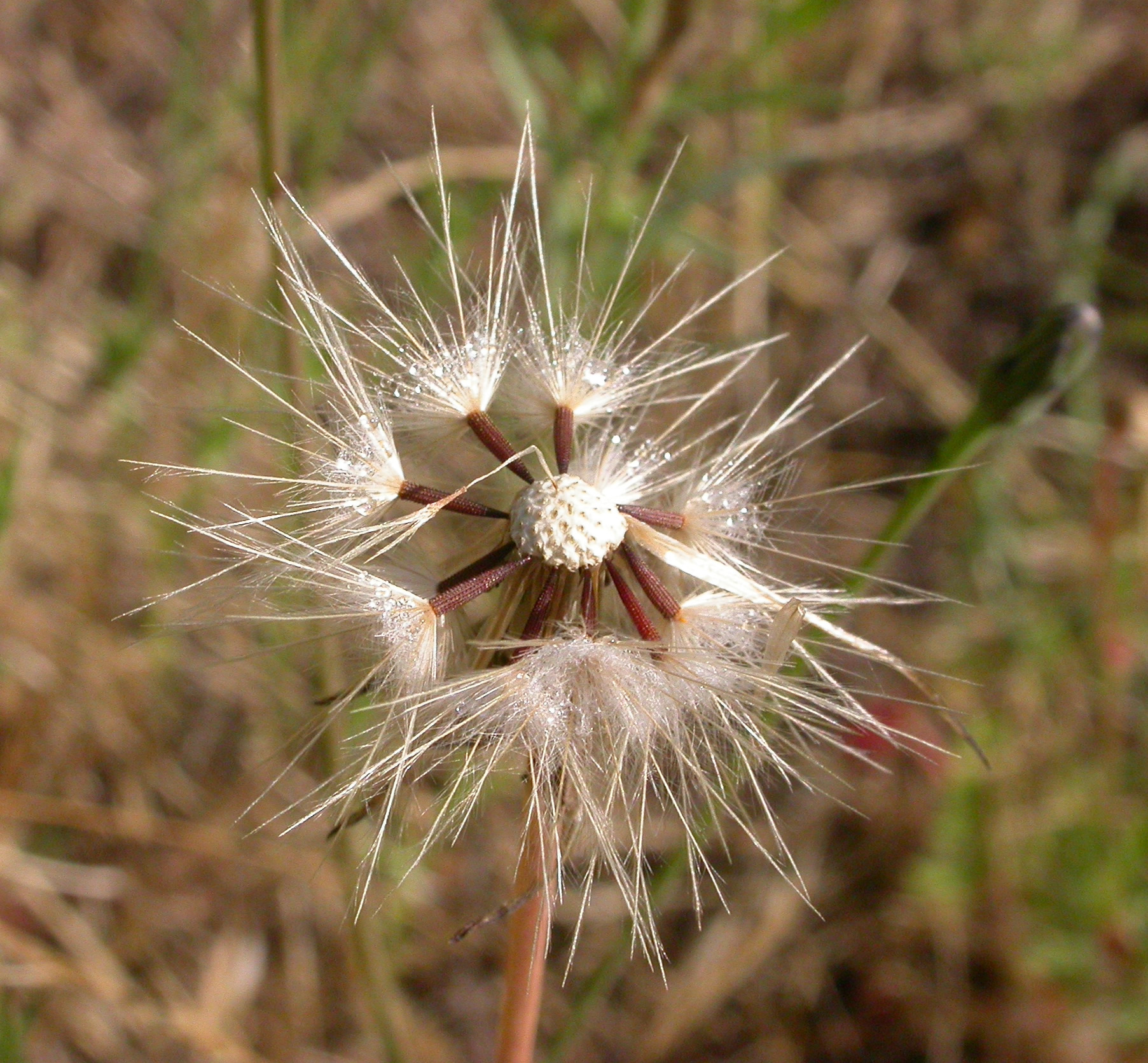
Fruto
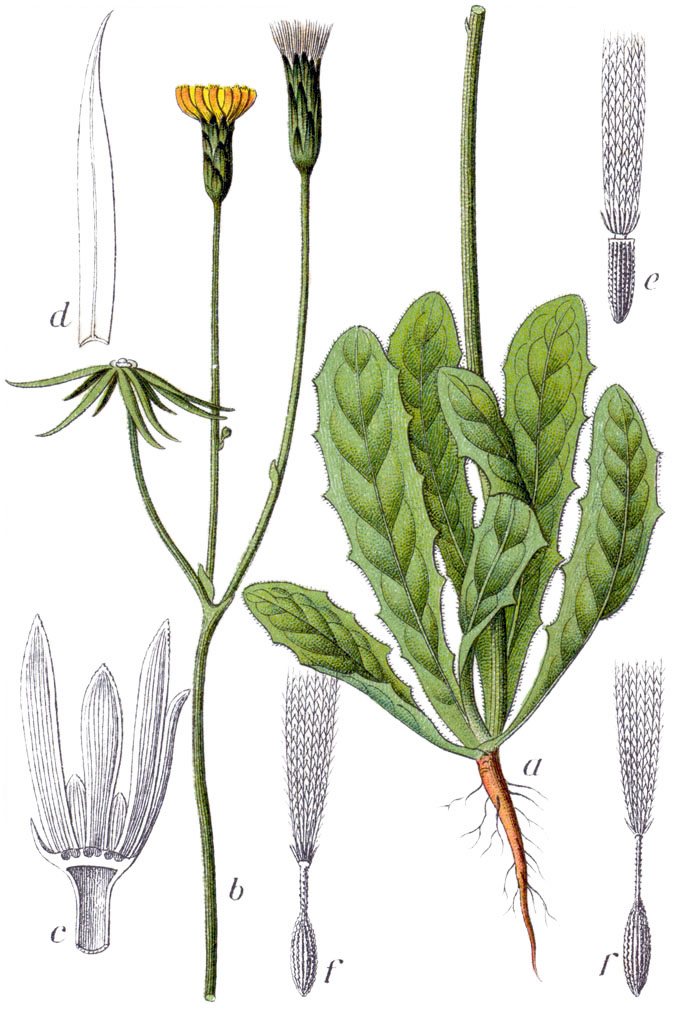
Ilustração